# Metacyclopina improvisa
Metacyclopina improvisa is een eenoogkreeftjessoort uit de familie van de Psammocyclopinidae. De wetenschappelijke naam van de soort is voor het eerst geldig gepubliceerd in 1981 door Herbst & Zo.